# Black and White (Tony Joe White)
| Recensione              | Giudizio |
| ----------------------- | -------- |
| AllMusic                | [ 1 ]    |
| Dizionario del Pop-Rock | [ 2 ]    |

Black and White è il primo album discografico del musicista statunitense Tony Joe White, pubblicato dall'etichetta discografica Monument Records nel giugno del 1969.
L'album raggiunse il cinquantunesimo posto (2 agosto 1969) della Chart Billboard 200, mentre il brano contenuto nell'album: Polk Salad Annie raggiunse l'ottavo posto (il 23 agosto 1969) della classifica Billboard The Hot 100 riservata ai singoli.

## Tracce
Lato A
1. Willie and Laura Mae Jones – 4:54 (Tony Joe White) – Registrato (circa) nell'ottobre del 1968
2. Soul Francisco – 1:52 (Tony Joe White) – Registrato nel giugno del 1968
3. Aspen Colorado – 2:47 (Tony Joe White) – Registrato nel giugno del 1968
4. Whompt Out on You – 2:21 (Tony Joe White) – Registrato nel giugno del 1968
5. Don't Steal My Love – 3:50 (Tony Joe White) – Registrato (circa) nell'ottobre del 1968
6. Polk Salad Annie – 3:43 (Tony Joe White) – Registrato nel maggio del 1968

Lato B
1. Who's Making Love – 3:10 (Bettye Crutcher, Donald Davis, Homer Banks, Raymond Jackson) – Registrato (circa) nell'ottobre del 1968
2. Scratch My Back – 2:57 (James Moore) – Registrato nel febbraio del 1969
3. Little Green Apples – 3:57 (Bobby Russell) – Registrato (circa) nell'ottobre del 1968
4. Wichita Lineman – 2:49 (Jim Webb) – Registrato (circa) nell'ottobre del 1968
5. Look of Love – 3:09 (Burt Bacharach, Hal David) – Registrato (circa) nell'ottobre del 1968

Edizione CD del 1996, pubblicato dalla Warner Bros. Records (9362-46364-2)
1. Willie and Laura Mae Jones – 4:55 (Tony Joe White)
2. Soul Francisco – 1:55 (Tony Joe White)
3. Aspen Colorado – 2:48 (Tony Joe White)
4. Whompt Out on You – 2:22 (Tony Joe White)
5. Don't Steal My Love – 3:49 (Tony Joe White)
6. Polk Salad Annie – 3:43 (Tony Joe White)
7. Who's Making Love – 3:11 (Bettye Crutcher, Donald Davis, Homer Banks, Raymond Jackson)
8. Scratch My Back – 2:59 (James Moore)
9. Little Green Apples – 3:56 (Bobby Russell)
10. Wichita Lineman – 2:49 (Jim Webb)
11. Look of Love – 3:17 (Burt Bacharach, Hal David)
12. Ten More Miles to Louisiana – 2:22 (Tony Joe White) – Bonus Track, registrato nel dicembre del 1966
13. Georgia Pines – 2:52 (Buddy Buie, John Adkins) – Bonus Track, registrato nel dicembre del 1966

## Musicisti
- Tony Joe White - voce, chitarra, armonica
- David Briggs - pianoforte, organo
- Chip Young - chitarra (brano: Look of Love)
- Norbert Putnam - basso
- Jerry Carrigan - batteria
- Jimmy Isbell - batteria (brano: Who's Making Love)

Note aggiuntive
- Billy Swan - produttore (LP originale)
- Ray Stevens - produttore (brani: Ten More Miles to Louisiana e Georgia Pines)
- Bergen White - arrangiamenti (brani: A1, A2, A3, A4, A5, A6, B1, B4 e B5)
- Cam Mullins - arrangiamenti (brano: A3)
- Registrato al RCA Victor Studio di Nashville, Tennessee (Stati Uniti)
- Al Pachucki - ingegnere delle registrazioni
- Ken Kim - art direction e fotografie[7]